# Sistema cristalino tetragonal
El sistema cristalino tetragonal es uno de los siete sistemas cristalinos existentes en cristalografía. Ejemplos de minerales con este sistema son la calcopirita o la pirolusita.

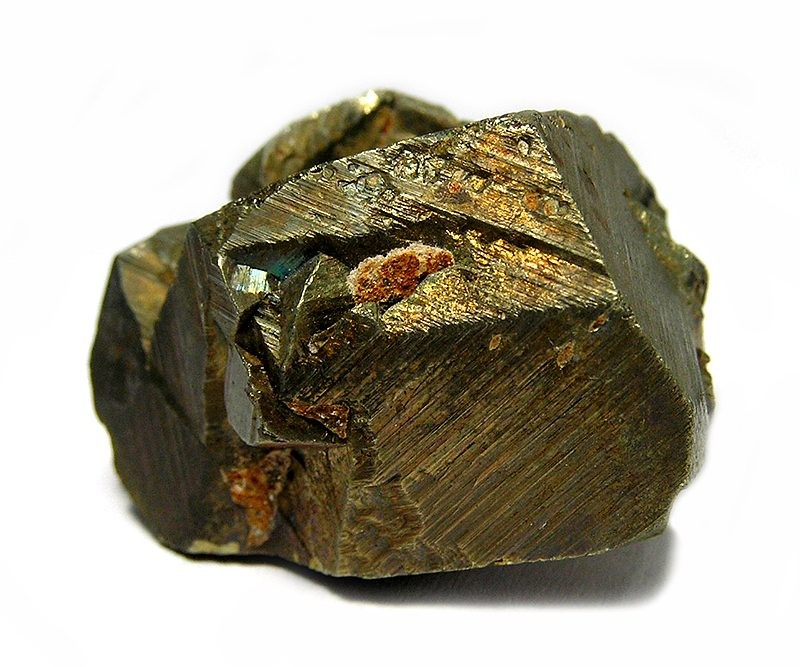
Ejemplar de calcopirita.

## Forma del cristal
Se caracteriza porque la celda unidad de la red cristalina podríamos formarla a partir de un cubo que estirásemos en una de sus direcciones, de forma que quedaría un prisma de base cuadrada, con una celda unidad con los tres ángulos rectos, siendo dos de las aristas de la celda iguales y la tercera distinta a ellas. La característica que lo distingue de los otros seis sistemas cristalinos es la presencia de un solo eje de simetría cuaternario, que puede ser binario.

## Tipos
Existen dos variedades principales de este tipo de cristal:

Tetragonal simple
Tetragonal centrado

Los cristales de este sistema se clasifican en las siete clases siguientes:
- Diesfenoidal
- Piramidal
- Dipiramidal
- Escalenohedral
- Piramidal Ditetragonal
- Trapezohedral
- Dipiramidal-Ditetragonal